# Galàxia buida

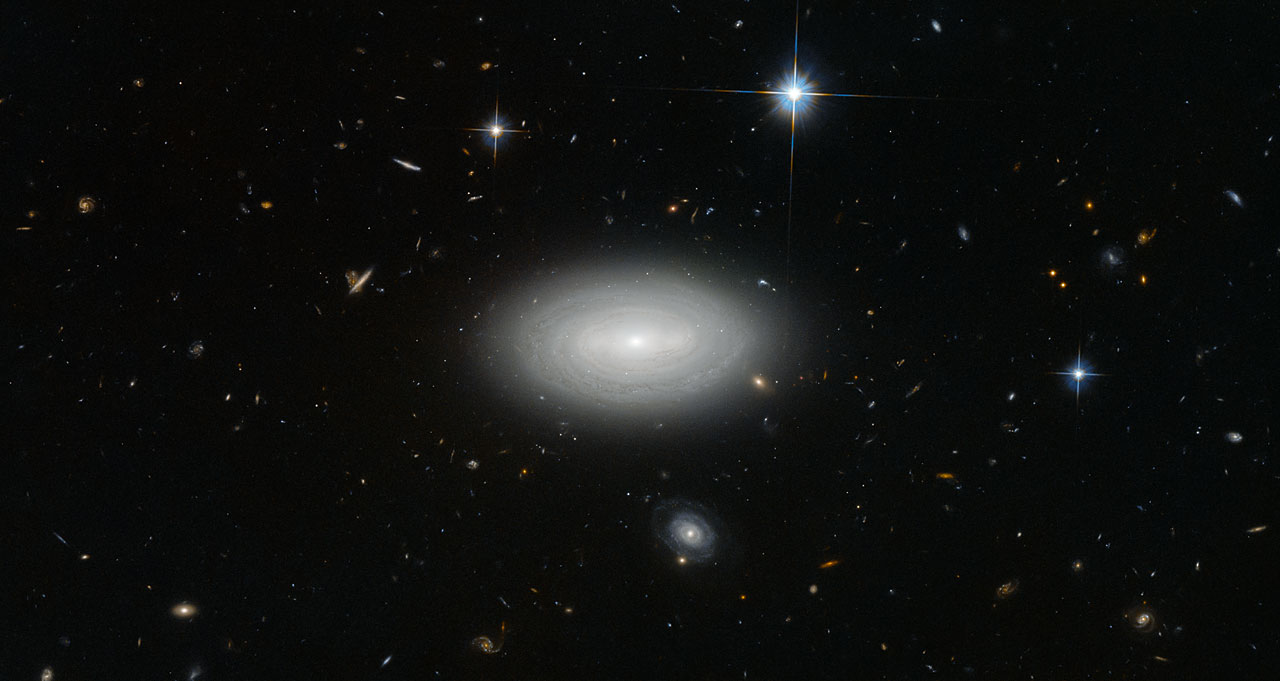
La més solitària de les galàxies

Una galàxia buida és una galàxia que existeix en els buits cosmològics. Existeixen poques galàxies als buits; la majoria de galàxies existeixen en làmines, parets i filaments que envolten els buits i els superbuits.
Moltes de les galàxies buides estan connectades entre elles a través de filaments de buit o tendrils, versions lleugeres dels filaments de galàxies regulars que envolten els buits. Aquests filaments solen ser més estrets que els seus homòlegs habituals per la falta d'influència dels filaments que l'envolten. Aquests filaments poden fins i tot ser prou rics per formar grups pobres de cúmuls de galàxies. Hom creu que les pròpies galàxies buides representen exemples prístins d'evolució galàctica, amb pocs veïns i és probable que s'hagen format a partir d'un gas intergàlactic pur.